# Coucy-la-Ville
Coucy-la-Ville – miejscowość i gmina we Francji, w regionie Hauts-de-France, w departamencie Aisne.
Według danych na styczeń 2014 roku gminę zamieszkiwało 291 osób, a gęstość zaludnienia wynosiła 47,7 osób/km².